# بیمارستان ابن سینا بوبینی
بیمارستان ابن سینا بوبینی (فرانسوی:Hôpital Avicienne) نام بیمارستانی در شهر بوبینی سن-سن-دنی در شمال پاریس است. این بیمارستان در سال ۱۹۳۵ برای مهاجران شمال آفریقایی که به پاریس آمده بودند ساخته شد. در سال ۱۹۷۸ به نام پزشک و همه چیزدان ایرانی ابن سینا تغییر نام داد این بیمارستان. در حال حاضر یک بیمارستان دانشگاهی برای مردم محلی است.